# Sabbioneta
Sabbioneta (Sabiùnèda in dialetto casalasco-viadanese) è un comune italiano di 4 084 abitanti della provincia di Mantova in Lombardia. Insieme a Mantova nel 2008 è stata dichiarata dall'UNESCO Patrimonio dell'umanità. Fa parte del circuito dei Borghi più belli d'Italia ed è stata insignita della Bandiera arancione del Touring Club Italiano.
Con decreto del Presidente della Repubblica, il 28 gennaio 2019 le è stato attribuito lo status di città.

## Geografia fisica
Sabbioneta si trova immersa nel Basso Mantovano, quasi a metà strada fra Mantova e Parma (entrambe distano una trentina di chilometri), ad un'altitudine di 18 m s.l.m. Confina con la provincia di Cremona e si trova a pochi chilometri dall'Emilia-Romagna (province di Parma e Reggio Emilia).
Il centro abitato è attraversato dal 45º parallelo, la linea equidistante fra il polo nord e l'equatore. Non molto distante dal territorio comunale scorre il fiume Po. 

## Origini del nome
Il nome deriva dal latino sabulum, sabbia.

## Storia

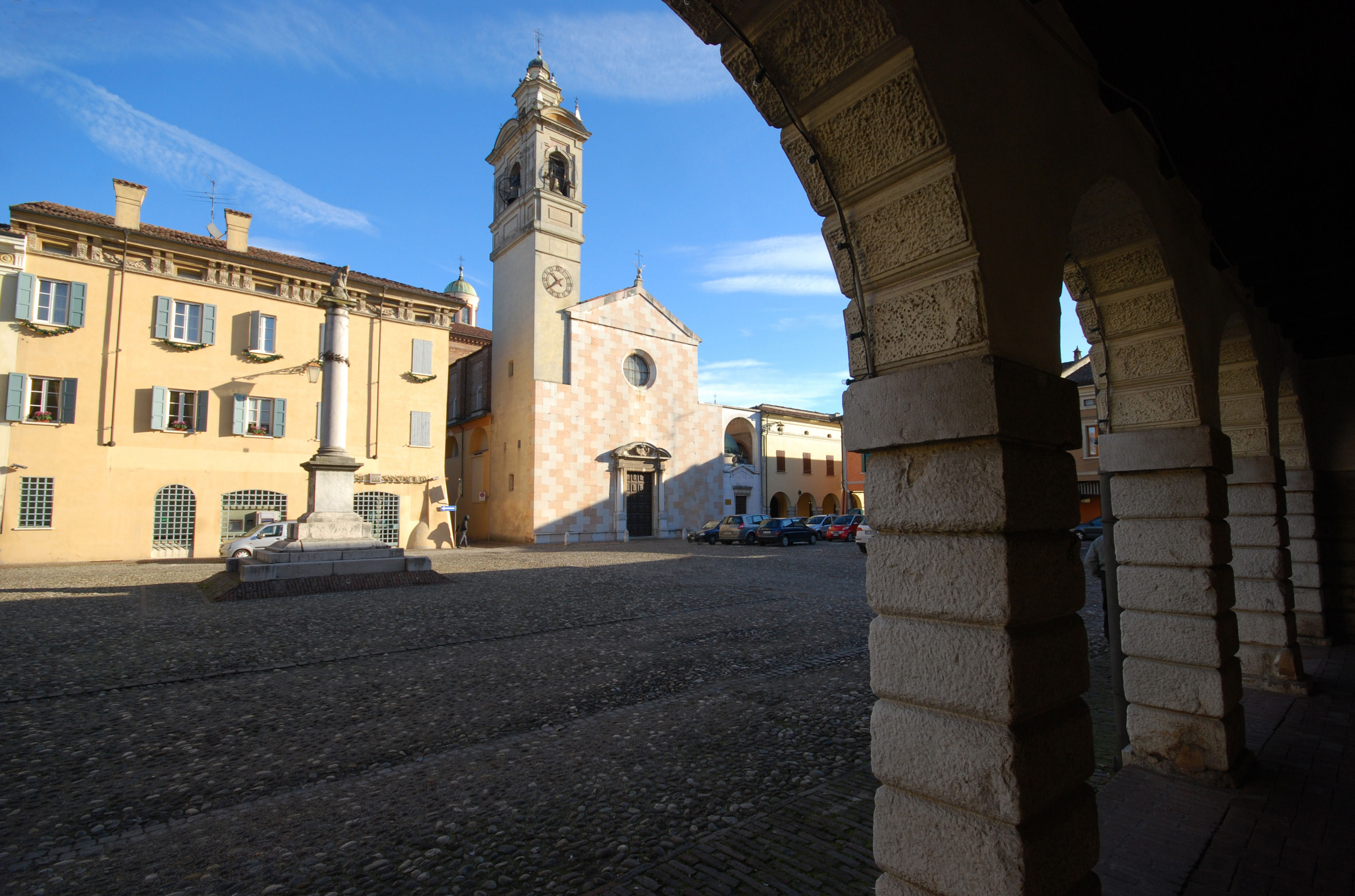
Piazza Ducale

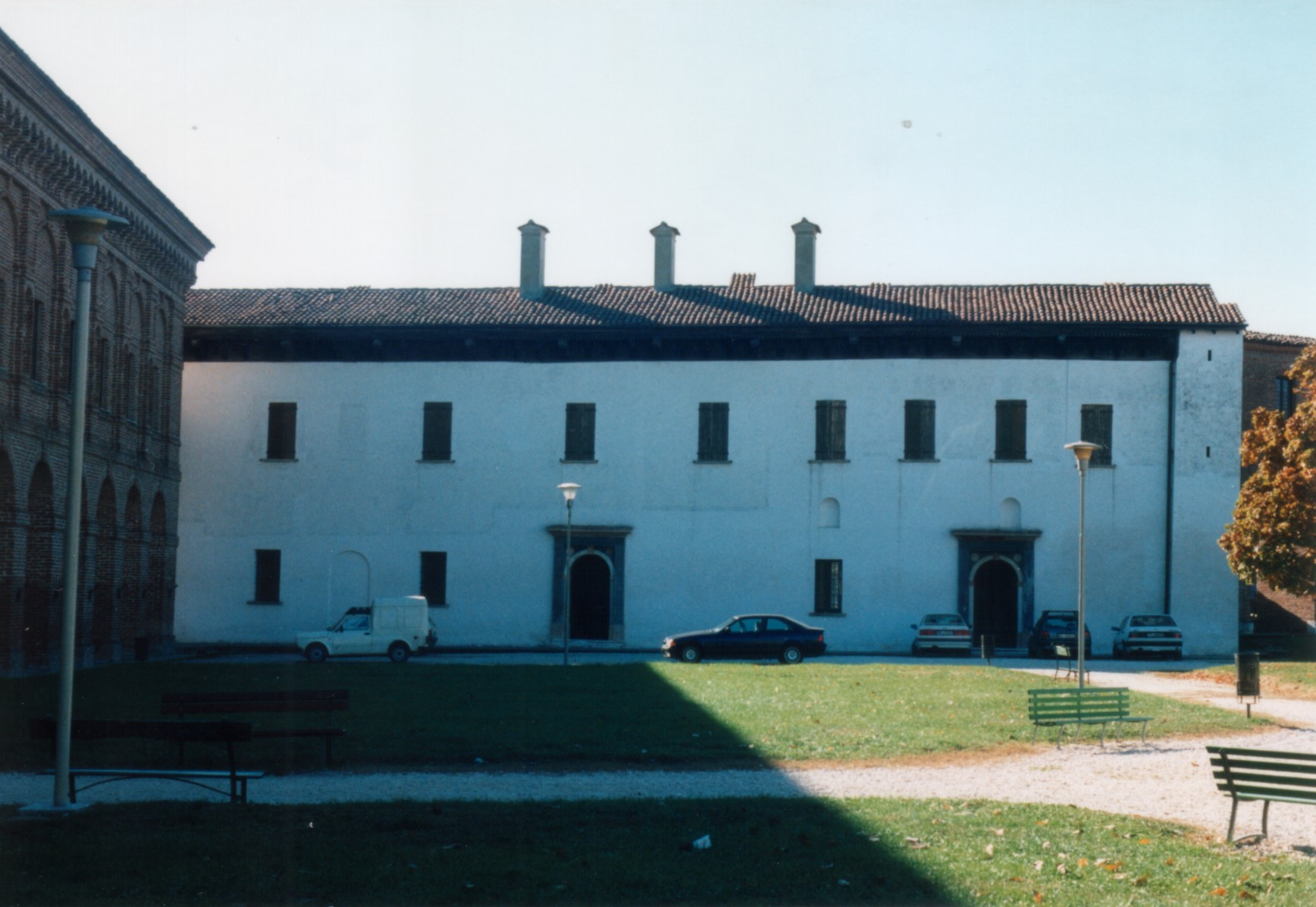
Palazzo del Giardino

Il termine "Sabbioneta", più che un singolo un centro abitato, indicava storicamente un territorio governato nel X-XII secoli dalla famiglia dei conti di Sabbioneta, la quale si divise poi in più rami.
La città attuale fu edificata da Vespasiano Gonzaga Colonna tra il 1554 e il 1591, anno della sua morte, nel luogo in cui sorgevano una rocca del nonno Ludovico e un antico insediamento. Posta su un terreno alluvionale tra i fiumi Po e Oglio, nonché lungo il tracciato dell'antica via Vitelliana, occupava una posizione strategica nel cuore della Pianura padana. Per Vespasiano Gonzaga Sabbioneta doveva essere soprattutto una fortezza, e la potenza del suo circuito murario a quei tempi la rendeva sicuramente uno dei più muniti baluardi della Lombardia di dominio spagnolo.
Sabbioneta fu soprattutto la capitale di un piccolo stato posto tra i grandi stati regionali: il Ducato di Milano ad ovest, retto all'epoca dal governatorato spagnolo, il Ducato di Mantova ad est oltre il fiume Oglio, governato dalla linea primigenia dei Gonzaga, cugini di Vespasiano, e il Ducato di Parma e Piacenza a sud del Po, di dominio della casata Farnese, solidale e amica dello stesso Gonzaga. Il territorio era concentrato principalmente alla propaggine orientale della diocesi di Cremona e costituiva un crocevia obbligato sia per i traffici commerciali nel medio corso del Po, sia per le comunicazioni tra la bassa bresciana e l'Emilia.
Il periodo più prospero nella storia della città fu negli anni della sua riedificazione, sotto il dominio del principe Vespasiano Gonzaga Colonna, di cui divenne la residenza.

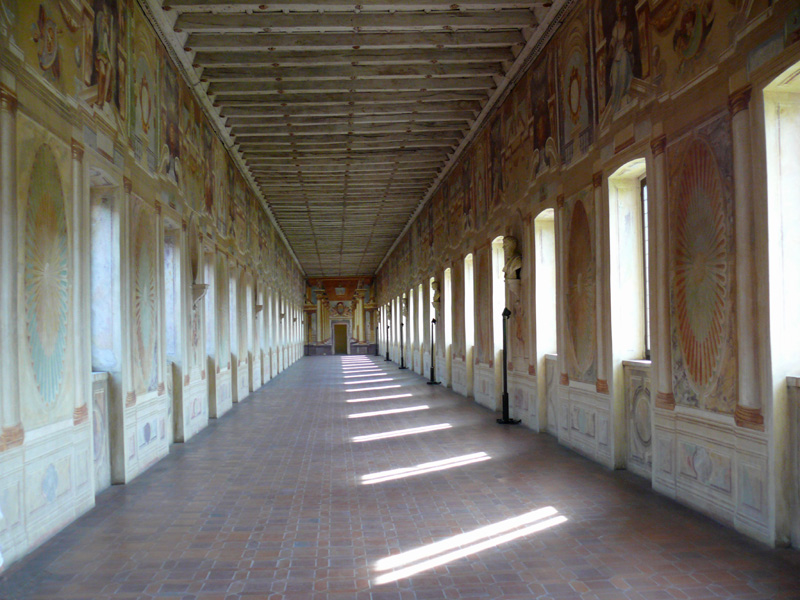
Galleria degli Antichi - Corridor Grande - interno (la galleria, con i suoi 96 m, è la seconda d'Italia per larghezza dopo la Galleria degli Uffizi a Firenze)

## Monumenti e luoghi d'interesse
La cittadina, costruita in base ai principi umanistici della città ideale, ospita diversi monumenti. 

### Architetture religiose
- Chiesa della Beata Vergine Incoronata
- Chiesa dell'Assunta
- Chiesa del Carmine
- Chiesa di San Rocco, della metà del XVI secolo[9]
- Sinagoga e lo storico quartiere ebraico, oggi non più abitato da una comunità, con le sue attività di stampa, fondate nel 1567 da Tobias Foa.

### Architetture civili
- Palazzo Ducale o Palazzo Grande, residenza ducale e luogo deputato all'amministrazione dello Stato
- Galleria degli Antichi o Corridor Grande; ospita la collezione di marmi antichi nonché i trofei di caccia
- Palazzo del Giardino o Casino, luogo consacrato all'otium e pregevolmente riqualificato tra il 1582 e il 1587 da Bernardino Campi e dalla sua équipe di collaboratori, tra i quali Fornaretto Mantovano. Al suo interno spicca per importanza il Camerino di Enea
- Teatro all'Antica o Teatro Olimpico (1590), progettato da Vincenzo Scamozzi, primo edificio teatrale dell'epoca moderna costruito appositamente per tale funzione.

### Architetture militari
- Cinta muraria
- Porta Vittoria

### Architetture fuori città
Nel territorio sono da segnalare la chiesa di Sant'Antonio Abate nella frazione di Villa Pasquali, progettata da Ferdinando Galli da Bibbiena e costruita dal figlio Antonio Galli, e il piccolo Santuario della Madonna delle Grazie a Vigoreto, anticamente annesso al convento dei Cappuccini.
All’esterno della città murata si segnalano gli arginelli circondariali di Vespasiano Gonzaga, un sistema di rilevati artificiali che cinge Sabbioneta e larga parte del territorio comunale contermine, disegnando un ampio circuito ad anello percorribile di circa venti chilometri.

### Patrimonio dell'umanità
Il 7 luglio 2008 Sabbioneta è stata inserita assieme a Mantova nell'elenco dei patrimoni dell'umanità dall'UNESCO per la sua eccezionalità di città di nuova fondazione costruita in poco più di trent'anni. Secondo l'UNESCO, Sabbioneta è un perfetto esempio di applicazione delle teorie rinascimentali su come va progettata una città ideale.
A causa delle vicissitudini accorse immediatamente alla morte di Vespasiano, soprattutto l'annosa questione della successione del piccolo ducato, che divise gli eredi per circa un secolo, nonché del dominio austriaco e poi napoleonico, la città perse importanti edifici, quali la rocca, l'armeria e le mezzelune esterne al circuito murario.
Spoliazioni e confische, soprattutto la deportazione della collezione antiquaria all'Accademia di Mantova nel 1772 per decreto teresiano e l'incendio della Sala dei Cavalli a Palazzo Ducale nel 1815, privarono la città di alcuni prestigiosi arredi. Resta cospicuo il patrimonio chiesastico, promosso e riqualificato negli ultimi venticinque anni grazie ad una politica di recupero e valorizzazione.
- Chiesa dell'Incoronata, del 1590, che custodisce il mausoleo di Vespasiano Gonzaga.
- Palazzo Ducale, del 1570, con la Galleria degli Antenati.
- Chiesa parrocchiale, del 1580.
- Palazzo del Giardino, del 1580, con sale decorate dalla scuola di Giulio Romano e la Galleria degli antichi.
- Chiesa di Santa Maria Assunta.
- Teatro all'Antica o Teatro Olimpico.
- Cinta muraria.

## Società

### Evoluzione demografica
Abitanti censiti

## Cultura

### Musei
- Museo d'arte sacra "A Passo d'Uomo"
- Museo civico di Palazzo Ducale

### Cinema e televisione
Nel 1963 a Sabbioneta vennero girate alcune scene del film La parmigiana di Antonio Pietrangeli con Catherine Spaak. Nel 1970 si svolsero le riprese di Strategia del ragno di Bernardo Bertolucci (nel film il paese assunse il nome immaginario di Tara). All'interno della Galleria degli antichi e nelle sale del Palazzo del Giardino furono girate alcune scene di Addio fratello crudele, film del 1971. 
Negli anni ottanta vi si svolsero le riprese dello sceneggiato RAI I promessi sposi; in particolare, tra le colonne della Galleria degli antichi furono girate le scene della peste.
A Sabbioneta furono girate anche alcune scene per il film francese Marquise, uscito nel 1997 per la regia di Véra Belmont, così come per il film del 1999 Amor nello specchio di Salvatore Maira, in cui si è utilizzato il Teatro all'Antica.
La seconda stagione della serie televisiva I Medici, in onda nel 2018, ha usato Sabbioneta in alcune scene per rappresentare la Firenze del Rinascimento.

### Cucina
Prodotti "De.C.O." (Denominazione comunale d'origine):
- Filos, biscotti rustici
- Tortelli melone e peperoncino, primo piatto

## Riferimenti nell'arte
Secondo l'avvocato e scrittore statunitense Richard Paul Roe, la commedia Sogno di una notte di mezza estate di William Shakespeare sarebbe ambientata non ad Atene, ma a Sabbioneta, denominata fin dalla sua fondazione piccola Atene..

## Infrastrutture e trasporti
Sabbioneta è attraversata dalla strada statale 420 Sabbionetana e dalla strada provinciale 62.
Il servizio di collegamento con Mantova è costituito da autocorse svolte dall'APAM; fra il 1886 e il 1933 era attiva una stazione lungo la tranvia Mantova-Viadana.

## Amministrazione

Il gonfalone comunale

| Periodo | Periodo   | Primo cittadino | Partito      | Carica  | Note |
| ------- | --------- | --------------- | ------------ | ------- | ---- |
| 2019    | in carica | Marco Pasquali  | Lista civica | Sindaco |      |